# Ludwiga
Ludwiga ist ein weiblicher Vorname. Er ist von dem männlichen Vornamen Ludwig abgeleitet, für Herkunft und Bedeutung siehe dort.

## Bekannte Namensträgerinnen
- Maria Ludwiga Theresia Prinzessin von Bayern (1872–1954), bayerische Prinzessin
- Maria Ludwiga Michalk (* 1949), sorbische Politikerin

## Sonstiges
- Ljutovo (Deutsch: Ludwiga), Ort in Serbien